# Tỉnh dòng La San Việt Nam
Tỉnh dòng La San Việt Nam là một phân cấp của Dòng La San. Trong thời kỳ mở đầu, dòng La San tại Đông Dương trực thuộc tỉnh dòng Ấn Độ.

## Lịch sử
Nhóm tu sĩ Dòng La San đầu tiên đến Việt Nam gồm sáu người, khởi hành từ Toulon vào năm 1865 và đến Sài Gòn ngày 6 tháng 1 năm 1866. Tại đây, họ bắt đầu điều hành trường d’Adran  vào ngày 9/1/1866. ngôi trường này vốn do các linh mục thuộc Hội Thừa sai Paris mở trước đó. Mọi chi phí ăn ở, giảng dạy, cơ sở vật chất, giáo cụ và trợ huấn cụ của các sư huynh và học sinh đều do Hội Thừa sai Paris đài thọ. Theo đúng chủ trương của dòng La San, các tu sĩ này dạy học bằng chữ quốc ngữ, không dạy bằng chữ Nho và tiếng Pháp.
Năm 1867, dòng mở thêm chi nhánh ở Chợ Lớn, Mỹ Tho, rồi đến năm 1869 là Vĩnh Long và Sóc Trăng. Trong thời gian đầu, mọi chi phí của trường d’Adran do Hội Thừa sai Paris tài trợ. Sau đó, chính quyền thực dân tài trợ chi phí trường dòng và học bổng cho học sinh. Tuy nhiên, tới năm 1879, chính quyền ở Pháp thay đổi chính sách, ngưng tài trợ cho trường tư thục; chính quyền đô hộ Pháp ở Việt Nam cũng ngưng tài trợ các trường dòng La San. Trường d’Adran đóng cửa vào khoảng năm 1887.
Vào năm 1873, linh mục Kerlan có mở một trường nghĩa thục dạy cho các trẻ bị bỏ rơi, trong số đó có nhiều trẻ là người lai. Trường được gọi theo tên Giám mục Taberd - Giám mục địa phận Nam Việt từ năm 1830 đến 1840. Khi trường d’Adran đóng cửa, cha mẹ học sinh trường này đem con đến theo học trường Taberd. Linh mục Kerlan thấy không đủ sức lo cho những học trò mới liền mời các tu sĩ Dòng La San trở qua giúp ông. Năm 1889 có chín tu sĩ từ Marseille qua. Năm sau đó, các tu sĩ tiếp nhận Trường Trung học Lasan Taberd, lúc đó có khoảng 160 học sinh mà một nửa ở nội trú. Số học trò theo học tăng nhanh, nên năm 1891 có thêm năm tu sĩ theo qua, mở thêm một trường nghĩa thục nằm ngay cạnh trường Taberd. Các tu sĩ lại mở thêm một chi nhánh ở Vũng Tàu(tên cũ là Ô Cấp). Qua sự sắp xếp của linh mục Kerlan,dòng Sai chịu trách nhiệm tài chính đối với những trường do các tu sĩ dòng La San điều hành và giảng dạy.
Năm 1894, hai tu sĩ ra Hà Nội mở trường. Số học sinh tăng lên quá nhanh, Giám mục Hà Nội khi ấy là Gentreau phải mua một thửa đất rộng hơn để xây trường mới. Trường được khánh thành năm 1897 với 400 học sinh, và được đặt tên là trường Puginier, tên vị Giám mục tiền nhiệm.
Vào tháng 1 năm 1896, dòng La San ở Đông Dương được tách ra khỏi Tỉnh Dòng La San Ấn Độ để thành lập Tỉnh Dòng La San Sài Gòn. Năm 1897, trường Taberd được mở rộng thêm. Năm 1898, nhà dòng mở trường đào tạo thầy giáo ở Thủ Đức (Lasan Thủ Đức) cạnh tiểu chủng viện đã được mở năm trước đó nhằm đào tạo các tu sĩ tương lai cho dòng.

### Thế kỷ 20
Tính đến đầu thế kỷ 20, dòng La San tại Việt Nam đã có sáu trường, 76 tu sĩ, 17 người tập sự học ở nhà tập sư phạm, và 6 chủng sinh. Chính quyền thuộc địa đã ngưng yểm trợ các nhà trường và không tài trợ cho dòng nữa. Năm 1904, nhà dòng mở trường Pellerin ở Huế. Năm 1906, nhà dòng mở trường Thánh Giuse ở Hải Phòng. Năm 1908, nhà dòng mở trường Thánh Giuse ở Mỹ Tho. Năm 1924, nhà dòng mở trường Thánh Tomasso d'Aquino ở Nam Định. Năm 1932, nhà dòng mở trường Thánh Louis ở Phát Diệm và trường Gagelin ở Bình Định.
Đến năm 1933, nhà dòng lập ra Nhà tập (gồm tiểu chủng viện và chủng viện) ở Nha Trang, tọa lạc trên đồi La San. Năm 1934, dòng tiếp tục lập ra nhà tập sự (probatorium) ở Bùi Chu. Năm 1941, dòng La San thành lập trường d’Adran bên rừng Ái Ân, Đà Lạt.
Ngoài ra còn trường La San Đức Minh ở Tân Định, trường La San Kỹ thuật ở Đà Lạt, trường Thánh Phanxicô Xaviê ở Sóc Trăng, và trường Bá Ninh (Bénilde) ở Nha Trang không rõ được mở vào năm nào.
Vào năm 1955, tất cả các trường La San ở miền Bắc được chuyển vào miền Nam, học sinh các trường này tùy vị trí định cư mà theo học các trường đang có trong Nam. Riêng học sinh các trường Puginier ở Hà Nội, trường Thánh Giuse ở Hải Phòng được theo học ở trường Taberd, Sài Gòn. Năm 1956, nhà dòng mở trường La San Kim Phước ở Kontum. Năm 1957 thì mở trường La San Bình Lợi ở Qui nhơn. Năm 1958, nhà dòng mở trường La San Ban Mê Thuột, đồng thời trường La San Nghĩa Thục ở Sài Gòn dường như cũng được mở vào năm này. Trường La San Nghĩa Thục thu học phí rất thấp vì dành cho trẻ em nghèo; tiền học phí thu ở trường La San Taberd dùng để giúp học sinh La San Nghĩa Thục. Cũng giống như La San Nghĩa thục, trường La San Chánh Hưng và các trường thu học phí thật thấp như Xóm Bóng ở Nha trang và Phú Vang ở Huế.
Năm 1962, nhà dòng thành lập trường Trung Tiểu học Lasan Văn Côi, Hố Nai, Biên Hòa. Từ năm 1961, Hiệp hội Thánh Mẫu Taberd có thêm Đoàn Thánh Mẫu Sinh viên do Sư huynh Adrien tổ chức, tham gia hoạt động trong khuôn khổ Công giáo Tiến hành với Tổng hội Sinh viên Công giáo Sài Gòn, dưới sự hướng dẫn của linh mục Nguyễn Văn Lập.
Trong những năm đầu thập niên 1970, dòng La San đưa học sinh Taberd các lớp 9 và 10 hằng tuần đi thăm viếng các khu lao động nghèo, hớt tóc cho các em nhỏ và phát thuốc cho những người đến khám bệnh ở những trạm chẩn bệnh miễn phí như ở La San Chánh Hưng (theo toa các bác sĩ và các sinh viên y khoa). Dòng phụ trách dạy các học sinh lớp 9 và 10, một số nghề như chụp hình, rửa ảnh, sửa radio...
Vào đầu năm 1975, dòng La San ở Việt Nam đã có 300 tu sĩ và khoảng 15 chủng sinh. Ngoài các trường học, Dòng La San còn có trang trại Mai Thôn ở khu vực Thanh Đa để các tu sĩ lớn tuổi về đây hưu dưỡng, và cũng là nơi để các hội đoàn cấm phòng.

### Dòng La San sau 1975
Sau năm 1975, tất cả các trường La San bị chính quyền tịch thu. Trường Lasan Taberd bị đóng cửa vào năm 1976, sau đó cơ sở trường này được dùng làm trường cao đẳng sư phạm và sau đó là Trường trung học phổ thông chuyên Trần Đại Nghĩa. Trường d'Adran Đà Lạt bị trưng dụng và nay trở thành trụ sở của Sở Giáo dục và Đào tạo tỉnh Lâm Đồng. Chỉ trong vỏn vẹn 1 năm, toàn bộ tài sản của dòng La San chỉ còn có trang trại Mai Thôn (Thanh Đa). Hoạt động của các sư huynh Dòng La San bị hạn chế rất nhiều.
Bắt đầu từ năm 1980, các tu sĩ trong dòng bắt đầu tự lực tổ chức lại quy chế của dòng bất chấp khó khăn chính trị và xã hội. Sự tự lực tái tổ chức giúp dòng có sẵn sinh khí khi Việt Nam áp dụng chính sách đổi mới. Các tu sĩ dòng La San trở về với sứ vụ của dòng là giáo dục và bắt đầu tạo dựng những cơ sở mới. Đến nay, các tu sĩ dòng La San đã mở lại một số trung tâm dạy nghề, các trường tình thương, được phép tổ chức một số sinh hoạt cứu trợ.
Một số sinh hoạt hiện nay của dòng La San tại Việt Nam:
- Trung tâm Huấn nghệ La San Đức Minh, tên chính thức "Trung tâm dạy nghề dân lập Đức Minh", tại Quận 3, thành phố Hồ Chí Minh
- Trường tình thương Xóm Huế, tại Tân Cang, Hố Nai
- Lớp Tình Thương La San Tân Hưng, Quận 7, Tp Hồ Chí Minh.
- Các nhà nội trú dành cho học sinh và sinh viên tại nhiều cộng đoàn La San ở Việt Nam
- Trường Tiểu học Dân Lập Trương Vĩnh Ký, thị trấn ĐắkĐoa, tỉnh Gia Lai
- Cứu trợ bão lụt
- Các chương trình giúp đỡ người nghèo, khám bệnh phát thuốc
- Trung Tâm dành cho trẻ khuyết tật - Liên San Nha Trang, 137 Nguyễn Khuyến, Tp Nha Trang, Khánh Hòa.